# Holmsjön (Hjärtlanda socken, Småland)
Holmsjön är en sjö i Sävsjö kommun i Småland och ingår i Lagans huvudavrinningsområde. Sjön har en area på 0,385 kvadratkilometer och ligger 221 meter över havet.

## Delavrinningsområde
Holmsjön ingår i det delavrinningsområde (636164-143020) som SMHI kallar för Mynnar i 636065-142935. Avrinningsområdets medelhöjd är 235 meter över havet och ytan är 22,36 kvadratkilometer. Det finns inga delavrinningsområden uppströms utan avrinningsområdet är högsta punkten. Hägnaån som avvattnar avrinningsområdet har biflödesordning 4, vilket innebär att vattnet flödar genom totalt 4 vattendrag innan det når havet efter 226 kilometer. Delavrinningsområdet består mestadels av skog (52 procent) och jordbruk (21 procent). Avrinningsområdet har 1,22 kvadratkilometer vattenytor vilket ger det en sjöprocent på 5,5 procent. Bebyggelsen i området täcker en yta av 2,06 kvadratkilometer eller 9 procent av avrinningsområdet.